# Srednji Gasteraj
Srednji Gasteraj je naselje v Občini Sveti Jurij v Slovenskih goricah.
Srednji Gasteraj je razloženo naselje vrh grebena. Po prisojnih pobočjih so vinogradi in sadovnjaki, osojno pa je pokrito z listnatim gozdom. Pod naseljem teče Gasterajski potok,ki se pri kraju Zgornji Žerjavci izliva v potok Velka. Od vasi Jurovski Dol je oddaljen 2 km. V kraju se nahajajo tri prekopane rimske gomile premera 8 do 10 m in višine 1 m.